# كاريس (نهر)

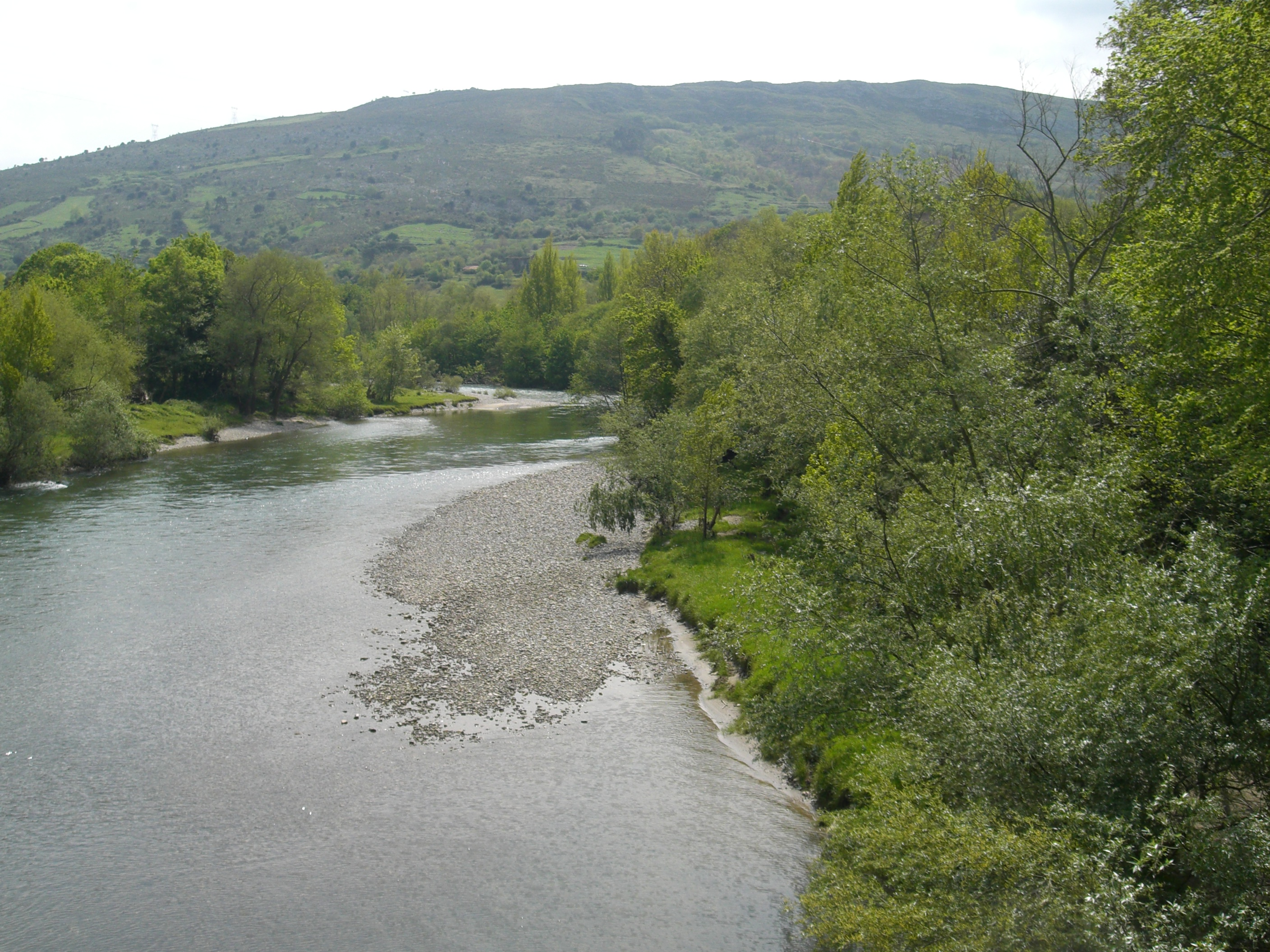
نهر كاريس

نهر كاريس شمالي إسبانيا, ينبع من منطقة ليون من جبال كانتابريا ويمر من منطقة أشتورية ثم يتحد مع نهر ديفا قبل أن يصبا في المحيط الأطلسي في خليج بسكاي بطول 54 كم, يشتهر بالوادي الذي يشكله وبكونه موطن لأسماك السلمون.